# Мадонна Пітті

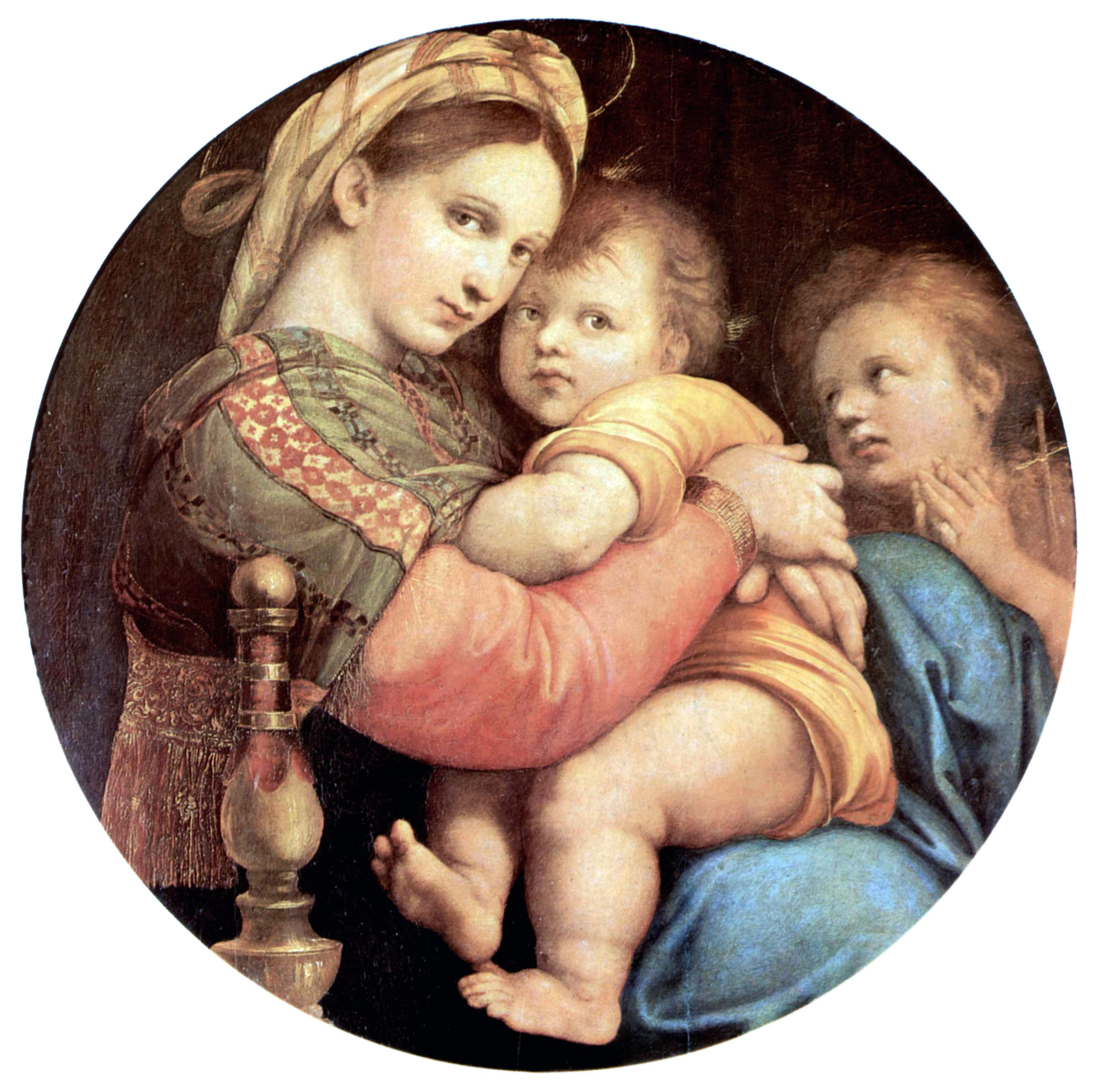
Рафаель. Мадонна у кріслі
(бл. 1513 —1515)

«Мадо́нна Пітті» (італ. Tondo Pitti) — мармуровий барельєф, створений  італійським скульптором і художником  Мікеланджело Буонарроті близько 1503 —1505 рр. для Бартоломео Пітті.

## Опис
Мармурове тондо зображає Марію та маленьких Ісуса та Івана Хрестителя. Фігури є простішими, аніж у тондо Таддея, і чіткішими. Марія сидить на низькій кам'яній лаві і притримує правою рукою книгу на коліні, а лівою — обіймає сина. Вона заповнює собою усю композицію, але оскільки тондо є не ідеально круглим, а овальним, а її голова дещо виходить за його межі, уся група не здається переобтяженою. У мадонни гостре підборіддя та глибокі ямки. Головний убір підкреслює її зосередженість. Ісус, натомість, дуже безпечний. Він сперся правим ліктем на книгу, що символізує мудрість. У рисах Ісуса та Марії з тондо чітко простежується схожість із фігурами скульптури Мадонни Брюґґе — зрілість, печаль та приреченість.
Іван Хреститель ледь видніється за правим плечем Матері. Здається, що йому вдалося звернути на себе увагу мадонни, і вона зображена у процесі озирання на нього.
Вільям Воллес завважив, що барельєф планувався для огляду знизу вверх — саме за цієї умови Марія видається «королевою небес, що сидить на троні з ідеального куба, та вписана у круг тондо, яке заміняє її відсутній німб». За монументальністю та героїчністю образу з нею перегукується картина Рафаеля Мадонна у кріслі (Палаццо Пітті, Флоренція).

## Техніка «non finito»
Карел Шульц, «Камінь і біль», с. 556
Вазарі пише, що твори розпочаті, але не закінчені, хоча й каже, що обидва тондо «були чудові та дивні». На думку Воллеса, техніка «non finito» у цьому творі скульптора підкреслює виразність образів. Фриц Ерпель вважав, що «піднесена природність, що підсилюється у Non-finito невідполірованою мармуровою поверхнею тіла, зникома серйозність виразу обличчя, а також замкнутість, простота всієї фігури уже пророче натякають про новий, класичний образ людини у творчості Мікеланджело». Ерік Шильяно стверджує, що обидва тондо — і Пітті, і Таддея — це «блискуче використання зібраності та виразності круглої форми, високого рельєфу та обробки поверхні різцем». Він також висловлює сумніви щодо «недовершеності» робіт, адже ні Бартоломео, ні Таддео не відмовилися від замовлення, і не наполягали на «поліруванні» творів.
Віктор Лазарєв писав, що Мікеланджело, «закоханий у „дикий та твердий“ (alpestra e dura) камінь (…) не хотів забирати у нього „кам'яну“ душу».

## Історія тондо
За Вазарі, фра Міньято Пітті, чернець Монте Олівето, подарував цей твір своєму приятелеві Луїджі Ґвіччардіні (італ. Luigi Guicciardini).
Зараз барельєф перебуває у музеї Барджелло (Флоренція).